# Wet voorkeursrecht gemeenten
De Wet voorkeursrecht gemeenten (vaak afgekort tot Wvg) is een Nederlandse wet die grondeigenaars verplicht bij verkoop de grond eerst aan de gemeente aan te bieden. Dit geldt alleen voor grond waar een voorkeursrecht op is gevestigd.

## Wetsgeschiedenis
De wet werd in zijn eerste vorm op 22 april 1981 aangenomen. Hij is tijdens de ministerschappen van Pieter Beelaerts van Blokland (Volkshuisvesting, Ruimtelijke Ordening en Milieubeheer) en Job de Ruiter (Justitie) vastgesteld door de Tweede Kamer en door beide ministers ondertekend. In de oorspronkelijke wet kon alleen een gemeente een voorkeursrecht opleggen, maar bij een herziening in 2008 is de wet uitgebreid zodat provincies en het Rijk eveneens voorkeursrecht kunnen opleggen. Andere herzieningen hebben plaatsgevonden in 1990 en 2010.

## Doel
De wet dient om overheden een betere positie te geven op de grondmarkt. Wanneer er door middel van een besluit bepaald is dat op een deel of het gehele perceel een voorkeursrecht is gelegd, dan dient de grondeigenaar de grond bij verkoop eerst aan te bieden bij de overheid. Dit betekent niet dat de grondeigenaar op dat moment verplicht is te verkopen. Het voorkeursrecht kan enkel op gronden gelegd worden welke volgens het bestemmings- of inpassingplan een niet-agrarische bestemming hebben en een andere bestemming heeft dan het reeds aanwezige gebruik. Ook een structuurvisie of een nadere toelichting voor een toebedachte bestemmingsverandering bij het besluit kan dienen als onderbouwing voor het leggen van het voorkeursrecht op percelen. Het voorkeursrecht dient per besluit van het overheidsorgaan dat het recht heeft gelegd, te vervallen.

## Nota bene
Deze wet moet niet worden verward met de voormalige Wet voorzieningen gehandicapten, die dezelfde afkorting heeft, en die op 1 januari 2007 is opgeheven.